# Julella phycophila
Julella phycophila är en lavart som beskrevs av Peter Döbbeler. Julella phycophila ingår i släktet Julella, och familjen Thelenellaceae. Arten är reproducerande i Sverige.